# Shark (serie de televisión)
Shark (en hangul, 상어; en hanja, 鯗魚) también conocida como Don't Look Back: The Legend of Orpheus y en español como Tiburón, es una serie de televisión surcoreana emitida originalmente durante 2013 y protagonizada por Kim Nam-gil y Son Ye-jin.
Fue transmitida por KBS 2TV desde el 27 de mayo hasta el 30 de julio de 2013, finalizando con una longitud de 20 episodios, al aire las noches de los días lunes y martes a las 22:00 (KST). La serie es la tercera y última entrega de la trilogía Revenge del director Park Chan Hong y escritor Kim Ji Woo, después de Resurrection en 2005 y The Devil en 2007.
Esta producción marca el regreso de Son Ye-jin a la televisión en tres años después de protagonizar, junto a Lee Min-ho, Personal Taste en 2010 y el primer proyecto de actuación para Kim Nam-gil desde que fue dado de alta del servicio militar obligatorio y haber aparecido en Bad Guy.

## Argumento
Han Yi Soo (Kim Nam-gil) pierde a su padre y se escapa por poco de la muerte a causa de los propietarios de Gaya Hotel Group, la familia de Jo Hae Woo (Son Ye Jin), su primer amor.
Un hombre de negocios japonés rico e influyente lo adopta, y doce años más tarde regresa a Corea con una nueva identidad como el empresario Yoshimura Jun, acompañado de planes cuidadosamente trazados. Hae Woo, quien cree que Yi Soo había muerto, se convierte en un fiscal para averiguar la verdad sobre lo que le sucedió, hasta que se vuelven a ver y se ven atrapados entre el amor y la venganza.

## Reparto

### Principal
- Kim Nam-gil como Han Yi Soo / Yoshimura Jun / Kim Joon.
  - Yeon Joon Seok como Yi Soo (de joven).
- Son Ye Jin como Jo Hae Woo.
  - Kyung Soo Jin como Hae Woo  (de joven).

### Secundario
- Lee Jung Gil como Jo Sang Deuk.
- Ha Seok Jin como Oh Joon Young.
  - Noh Young Hak como Joon Young (de joven).
- Lee Ha Nui como Jang Young Hee.[6]
- Nam Bo Ra como Han Yi Hyun.
  - Ahn Seo Hyun como Yi Hyun (de joven).
- Park Won-sang como Detective Byun Bang Jin.[7]
- Kim Kyu Chul como Jo Eui Seon.
- Lee Soo-hyuk como Kim Soo Hyun.[8]
- Lee Si-eon como Kim Dong-soo.
  - Oh Hee-joon como Kim Dong-soo (de joven).
- Lee Jae Gu como Junichiro Yoshimura.
- Jung Won Joong como Oh Hyun Shik.
- Jung In Gi como Han Young Man.
- Jung Kyung Soon como Sra. Park.
- Kim Min Sang como Jung Man Chul.
- Jo Jae Wan como Detective Oh.
- So Hee-jung como Kim Young Joo.
- Choi Deok-moon como Kang Hee-soo .
- Jung Ae-youn como Lee Hwa Young.
- Joo Jin Mo.

## Recepción

### Audiencia
En azul la audiencia más baja y en rojo la más alta, correspondientes a las empresas medidoras TNms y AGB Nielsen.
| Ep. #    | Fecha original de emisión | Cuota de pantalla | Cuota de pantalla | Cuota de pantalla | Cuota de pantalla |
| Ep. #    | Fecha original de emisión | TNmS Ratings      | TNmS Ratings      | AGB Nielsen       | AGB Nielsen       |
| Ep. #    | Fecha original de emisión | Nacional          | Seúl              | Nacional          | Seúl              |
| -------- | ------------------------- | ----------------- | ----------------- | ----------------- | ----------------- |
| 1        | 27 de mayo de 2013        | 7.3 %             | 7.9 %             | 8.2 %             | 8.7 %             |
| 2        | 28 de mayo de 2013        | 7.0 %             | 7.6 %             | 6.7 %             | 7.2 %             |
| 3        | 3 de junio de 2013        | 6.5 %             | 7.5 %             | 6.7 %             | 7.0 %             |
| 4        | 4 de junio de 2013        | 7.5 %             | 7.5 %             | 7.3 %             | 7.9 %             |
| 5        | 10 de junio de 2013       | 7.4 %             | 8.2 %             | 8.8 %             | 9.4 %             |
| 6        | 11 de junio de 2013       | 8.0 %             | 8.6 %             | 8.5 %             | 9.0 %             |
| 7        | 17 de junio de 2013       | 6.9 %             | 8.7 %             | 7.9 %             | 8.8 %             |
| 8        | 18 de junio de 2013       | 6.2 %             | 9.1 %             | 6.9 %             | 7.2 %             |
| 9        | 24 de junio de 2013       | 7.5 %             | 8.9 %             | 7.8 %             | 8.5 %             |
| 10       | 25 de junio de 2013       | 7.4 %             | 7.6 %             | 7.0 %             | 7.6 %             |
| 11       | 1 de julio de 2013        | 9.4 %             | 10.6 %            | 9.4 %             | 10.6 %            |
| 12       | 2 de julio de 2013        | 9.7 %             | 11.1 %            | 10.3 %            | 11.5 %            |
| 13       | 8 de julio de 2013        | 9.9 %             | 11.5 %            | 9.4 %             | 10.7 %            |
| 14       | 9 de julio de 2013        | 10.6 %            | 11.3 %            | 10.4 %            | 11.6 %            |
| 15       | 15 de julio de 2013       | 9.6 %             | 10.1 %            | 10.5 %            | 11.6 %            |
| 16       | 16 de julio de 2013       | 10.5 %            | 11.3 %            | 9.8 %             | 10.1 %            |
| 17       | 22 de julio de 2013       | 9.8 %             | 10.0 %            | 9.7 %             | 10.8 %            |
| 18       | 23 de julio de 2013       | 10.0 %            | 10.4 %            | 9.8 %             | 10.8 %            |
| 19       | 29 de julio de 2013       | 9.3 %             | 10.5 %            | 8.4 %             | 8.7 %             |
| 20       | 30 de julio de 2013       | 10.3 %            | 11.4 %            | 10.7 %            | 11.8 %            |
| Promedio | Promedio                  | 8.5 %             | 9.4 %             | 8.7 %             | 9.5 %             |

## Emisión internacional
- Birmania: Skynet International Drama.
- Hong Kong: TVB.[12]
- Japón: KNTV y BS11.[13][14]